# Snagglepuss
Snagglepuss este un serial de animație produs de Hanna-Barbera Productions, ce a debutat în anul 1961. Acesta s-a difuzat ca un segment ce face parte din serialul Ursul Yogi pe întreaga durată.
Acest desen a fost difuzat în lumea întreagă pe canalul Boomerang, inclusiv și în România, dar numai disponibil în engleză.

## Premisă
Snagglepuss este o pumă roz ce poartă întotdeauna un guler răsturnat, manșete de cămașă și o cravată. Acesta are o mare dorință de a deveni actor și se face foarte cunoscut prin fraza sa comună: "Heavens to Murgatroyd !" (tradusă în română ca: Pe pământul lui Murgatroyd !) și, de asemenea: "Exit, stage left !" (Ieșim pe stânga !).
El trăiește într-o peșteră, pe care încearcă să o facă mereu cât mai bună de locuit pentru acesta. Dar orice Snagglepuss încearcă să facă, acesta sfârșește de unde a pornit sau mult mai rău ca înainte. În unele episoade, Snagglepuss este urmărit de Major Minor, un vânător de statură mică (fugărerile lor fiind făcute într-o manieră similară cu cele dintre Bugs Bunny și Elmer Fudd).
Vocea lui Snagglepuss amintește de aspectul vocii blânde a lui Bert Lahr.
Snaggelpuss are și o iubită, pe care o cheamă Lila, care a apărut doar în două episoade.
Înainte de a căpăta propria serie de desene animate, Snagglepuss a apărut înainte ca antagonist în serialul Quick Draw McGraw, și era cunoscut ca "Snaggletooth". Pe atunci, acesta era portocaliu, în loc de roz, și nu purta absolut nimic pe el. Acesta le crea probleme lui Quick Draw și Baba Looey, de obicei vrând să le fure oile.
Snagglepuss a fost jucat de actorul Daws Butler, iar în versiunile românești acesta a fost jucat de Florin Stan (în Evadarea lui Yogi și Bunul, răul și câinele Huckleberry) și Alexandru Rusu (în Yogi și vânătoarea de comori).
El și alt personaj comic, Mildew Wolf, au fost comentatorii sportivi oficiali ai "Olimpiadei râsetelor" (1977-1978).

## Episoade

### Sezonul 1 (ian. – mai 1961)
1. Major Operation
2. Feud for Thought
3. Live and Lion
4. Fraidy Cat Lion
5. Royal Ruckus
6. The Roaring Lion
7. Paws for Applause
8. Knight and Daze
9. The Gangsters All Here
10. Having a Bowl
11. Diaper Desperado
12. Arrow Error
13. Twice Shy
14. Cloak and Stagger
15. Remember Your Lions
16. Remember the Daze

### Sezonul 2 (sep. 1961 – ian. 1962)
1. Express Trained Lion
2. Jangled Jungle
3. Lion Tracks
4. Fight Fright
5. Lions Share Sheriff
6. Cagey Lion
7. Charge That Lion
8. Be My Ghost
9. Spring Hits a Snag
10. Legal Eagle Lion
11. Don't Know It, Poet
12. Tail Wag Snag
13. Rent and Rave
14. Footlight Fright
15. One Two Many
16. Royal Rodent
17. Yogi's Birthday Party

## Legături externe
- Snagglepuss la Internet Movie Database